# Leire Pajín

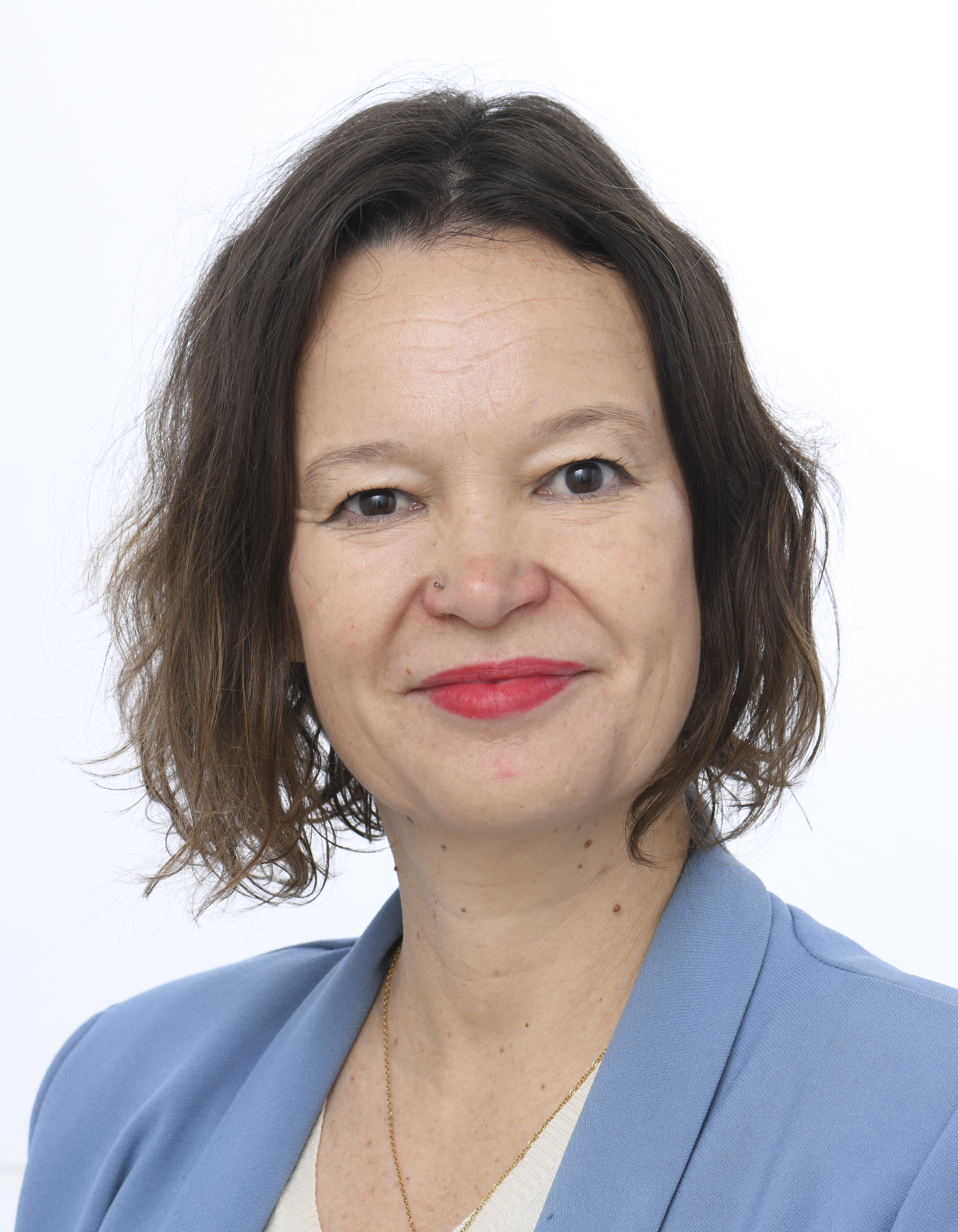
Leire Pajín (2024)

Leire Pajín Iraola (* 16. September 1976 in San Sebastián) ist eine spanische PSOE-Politikerin. Seit 2024 ist sie Abgeordnete im Europäischen Parlament.

## Leben
1983 zog ihre Familie nach Benidorm, wo sich ihre Eltern in der Kommunalpolitik engagierten. 
Pajín studierte Soziologie an der Universität Alicante. Sie war Vorsitzende der Nichtregierungsorganisation Solidaridad Internacional. Bei den spanischen Parlamentswahlen 2000 zog sie als jüngste Abgeordnete ins nationale Parlament ein. Anlässlich des 35. Parteitags der PSOE wurde sie im Juli 2000 zur Parteisekretärin für Nichtregierungsorganisationen und soziale Bewegungen ernannt. Von diesem Amt wechselte sie 2004 zu dem der Staatssekretärin für internationale Zusammenarbeit. Dies hatte sie bis 2008 inne, als sie auf dem 37. Parteitag zur Sekretärin für Organisation und Koordination der PSOE ernannt wurde, einem Amt, das etwa dem eines Generalsekretärs in deutschen Parteien entspricht. Bei der Kabinettsumbildung am 21. Oktober 2010 trat sie die Nachfolge Trinidad Jiménez’ als Ministerin für Gesundheit und Soziales an. Zudem wurde Pajíns neuem Ministerium die Zuständigkeit des zuvor von Bibiana Aído geleiteten Gleichstellungsministeriums angegliedert.
Von November 2020 bis August 2024 fungierte Pajín als Präsidentin der EU-LAC-Stiftung.
Seit 2024 ist die Mitglied des Europäischen Parlaments.